# Indiana Jones and the Fate of Atlantis
Indiana Jones and the Fate of Atlantis (с англ. — «Индиана Джонс и судьба Атлантиды») — приключенческая компьютерная игра, выпущенная компанией LucasArts в 1992 году. Является седьмой игрой, использующей игровой движок SCUMM (версия 5).
Игра предоставляет игроку три различных пути для завершения центральной части игры: «путь смекалки» (интеллектуальное решение проблем), «путь кулака» (более лёгкие головоломки и решение проблем при помощи кулачных боёв) и «командный путь» (использование помощницы для решения многих головоломок). Каждому пути присущи уникальные предметы и местоположения, встречи и диалоги с различными персонажи, а также альтернативные решения для продвижения по сюжету на пути к Атлантиде. Игрок, решивший все головоломки всеми тремя путями, использовав все альтернативные решения (что требует несколько прохождений игры), получает полные 1000 очков Indy Quotient.

## Сюжет
1939 год. Канун Второй мировой войны. Доктор Генри «Индиана» Джонс-младший, по просьбе некоего господина Смита, отыскивает в музее колледжа Барнетт загадочный идол. Но когда Инди показывает находку Смиту, тот, угрожая пистолетом, забирает экспонат. В завязавшейся потасовке Смиту удаётся вырваться и бежать со статуэткой.
Инди и Маркус выясняют, что их нового знакомого на самом деле зовут Клаусом Кёрнером и что он является агентом нацистской Германии, интересующимся раскопками в Исландии, где Индиана и его бывшая коллега София Хэпгуд некогда работали в археологической экспедиции. Второй целью Кёрнера является сама София, потерявшая интерес к археологии и начавшая карьеру экстрасенса, давая семинары об Атлантиде и связываясь с богом-королём атлантов — Нур-Аб-Салом.
Джонс отправляется в Нью-Йорк и встречается с Софией. Они обнаруживают, что Кёрнер уже побывал в её комнате и что-то там искал. Все её артефакты оказываются украдены кроме ожерелья, которое она всегда носит на шее. София объясняет, что нацисты пытаются добыть орихалк, легендарный материал, превосходящий по мощности уран. Клаус Кёрнер и безумный учёный, доктор Ганс Уберманн, пытаются найти этот элемент, чтобы использовать для производства бесконечного количества энергии.
Ключом к обнаружению Атлантиды является утерянный диалог Платона под названием «Гермократ».
Инди и София возвращаются в Исландию, где доктор Хаймдалл направляет их к другим двум учёным. В Тикале, они встречаются с доктором Чарльзом Штернхартом, который сумел перевести труд Платона на английский. Внутри храма, Штернхарт завладевает «Камнем Мира», обнаруженным Джонсом, и скрывается через тайный проход. На Азорских островах, Филип Коста рассказывает паре, что копия переведённого диалога должна быть в библиотеке колледжа Барнетт.
Документ раскрывает, что для доступа в Атлантиду необходимо иметь три каменных диска: камень Солнца, камень Луны и камень Мира. По словам Софии, один из двух её старых знакомых владеет камнем Солнца — либо Ален Троттье из Монте-Карло, либо Омар Аль-Джаббар из Алжира.
В этой части сюжета игрок должен выбирать один из трёх путей.

### Путь смекалки
Инди направляется в Монте-Карло и встречается с Троттье, получая его визитную карточку. Затем, он направляется в Алжир и показывает карточку ассистенту Омара Аль-Джаббара, но Инди всё ещё не может попасть на аудиенцию к самому Аль-Джаббару. Подарив ассистенту красную феску, Инди успешно следует за ним до дома Аль-Джаббара. Заперев хозяина в его собственном чулане, Инди «берёт взаймы» его карту, несколько статуэток и верблюда чтобы добраться до места раскопок. Подкупив немецких патрульных статуэтками и выпросив направление у кочевников, Инди обнаруживает раскопки и идол похожий на тот который украл Кёрнер. Он обнаруживает записку в грузовике в которой говорится что нацисты хотят заполучить то что имеет Троттье.
Инди возвращается в Монте-Карло, пытаясь предупредить Троттье о планах нацистов. К сожалению, он прибывает слишком поздно — нацисты похищают Троттье. Инди преследует машину нацистов и врезается в неё, спасая Троттье. Тот объясняет что знает что вход в затерянный город находится на Тере, и что он выбросил Солнечный камень из машины чтобы он не достался немцам. Обыскав улицы Монте-Карло, Инди удаётся найти каменный диск.
Инди прилетает на Теру и направляется в горы. Он обнаруживает пещеру и использует Солнечный камень внутри чтобы обнаружить каменный рисунок. Инди также обнаруживает записку от Софии в которой говорится что её похитили нацисты и забрали её на свою подлодку направляющуюся к Криту. Обменяв каменный рисунок на корзину, подобрав сеть и используя документы чтобы приобрести надувной шар, Инди мастерит воздушный шар и сажает его на палубу немецкой подлодки. Он отключает одного из лейтенантов подлодки и переодевается в его форму. На борту судна, он выкрадывает Лунный камень и начинает пожар в кормовом торпедном отсеке. Используя пожар для отвода глаз, Инди выстреливается из передней торпедной пусковой установки и, попав на берег, использует Солнечный и Лунный камни чтобы открыть вход в Лабиринт.
Внутри, Инди обнаруживает мёртвого доктора Штернхарта и забирает его Мировой камень. Он находит зал с картой, ведущий в древнюю станцию метро, которое он активизирует используя орихалк. Поезд везёт его прямо к Атлантиде.

### Путь кулака
Инди направляется в Монте-Карло и встречается с Троттье, получая его визитную карточку. Затем, он направляется в Алжир и спасает Омара Аль-Джаббара от немецкого солдата. Получив карту и верблюда от благодарного Омара, Инди добирается до раскопок, где он обнаруживает Солнечный камень. Выкрав воздушный шар у нациста, Инди летит на нём в Крит.
В Крите, Инди следует диаграмме и обнаруживает Лунный камень. Он использует оба каменных диска чтобы открыть вход в Лабиринт. Внутри, Инди обнаруживает труп Штернхарта и забирает его Мировой камень. Используя грубую силу и свой верный кнут, Инди пробирается через несколько ловушек и немецких солдат. Он обнаруживает Софию в яме, из которой он её вызволяет. Вместе, они обнаруживают зал с картой, из которого они попадают наружу. Затем, они путешествуют на Теру.
Там, Инди и София нанимают корабль, и Инди ныряет в воду в поисках подводного входа в затерянный город. Но, пока он внизу, к кораблю подплывает немецкая подлодка, и Кёрнер похищает Софию и обрезает воздушный шланг Инди, оставляя ему всего 3 минуты воздуха. Инди вовремя обнаруживает вход в Атлантиду.

### Командный путь
Инди и София направляются в Монте-Карло и обманом лишают Троттье его Солнечного камня, прежде чем направляться в Алжир, где они встречаются с Омаром Аль-Джаббаром, владельцем лавки. Омар раскрывает что немцы ведут раскопки где-то в пустыне. Инди выкрадывает туристическей воздушный шар, но его сбивает немецкий охранник на раскопках. Там, Инди и София обнаруживают фреску которая указывает что Кноссовский дворец на самом деле является колонией атлантов.
На руинах Кносса, используя «Гермократ», Инди и София выкапывают спрятанный Лунный камень. Используя оба диска, они открывают вход в Лабиринт. Обнаружив тело доктора Штернхарта, Инди забирает его Мировой камень. После долгих поисков, они добираются до зала с картой, в которой они обнаруживают детальный макет Атлантиды.
Тем временем, немецкая подлодка всплывает возле острова, и нацисты входят в Лабиринт. Они похищают Софию, но Инди удаётся пробраться на подлодку и притвориться членом экипажа. Он тихо вызволяет Софию и забирает выкраденные диски. Затем он управляет подлодкой и причаливает к подводному входу в Атлантиду.
Немцы опять похищают Софию прямо перед входом.

### Атлантида
После долгих поисков и головоломок, вызволяя Софию из тюремной камеры и добираясь до второго «кольца» города, Инди обнаруживает что Софию всё это время вёл дух Нур-Аб-Сала посредством медальона на её шее, чтобы вернуть себе своё старое королевство. Когда Нур-Аб-Сал захватывает тело Софии, Инди схватывает ожерелье и бросает его в лаву в тронном зале бога-короля.
Инди и София продолжают двигаться к центру города, представляющему собой огромное помещение с лавой и запутанными путями. Им удаётся добраться до центра помещения. В Колоссе, огромном устройстве в центре столицы, которое давало атлантам богоподобные способности, их хватают Уберманн и Кёрнер. Кёрнер считает что он является достойнейшим из присутствующих для превращения в бога. Используя десятикратную ошибку Платона, Уберманн бросает в машину 1 бусину орихалка вместо 10, превращая Кёрнера в уродливого рогатого коротышку. Поняв чем он стал, Кёрнер бросается в лаву. Нацисты затем заставляют Инди стать следующим подопытным кроликом.
Ему удаётся убедить Уберманна что, если он станет богом, то они первыми вкусят его гнев. Обманом, Инди заставляет Уберманна предпринять эксперимент на себе. Он бросает в машину 100 бусин и превращается в существо из энергии, которое затем взрывается, активизируя вулкан, спящий тысячелетиями. Пока город вокруг них рушится, Инди и София добираются до подлодки и всплывают на поверхность. Инди и София стоят на палубе судна и смотрят как город тонет под водой на закате солнца.

### Альтернативная концовка
Если Инди не удалось уничтожить дух Нур-Аб-Сала или он не освобождает Софию из лап нацистов, то вместо Уберманна последнюю трансформацию предпринимает София/Нур-Аб-Сал. София взрывается, убивая Уберманна, а Инди сбегает один и думает почему она его не послушалась.

## Персонажи

### Протагонисты
- Доктор Генри «Индиана» Джонс-младший — известный археолог и авантюрист.
- София Хэпгуд — известный экстрасенс и бывший археолог. Любовный интерес и компаньон Индианы Джонса.

### Антагонисты
- Клаус Кёрнер — нацистский агент, желающий использовать знания Атлантиды во славу Третьего рейха.
- Доктор Ганс Уберманн — физик-ядерщик из Германии, помешанный на орихалке и технологиях атлантов.

### Прочие персонажи
- Маркус Броди — верный друг и советник Инди.
- Доктор Бьорн Хаймдалл — археолог в Исландии.
- Доктор Чарльз Штернхарт — археолог, который перевёл «Гермократ» Платона. Является смотрителем храма в Тикале.
- Фелипе Коста — делец информацией и антиквариатом, проживающий на Азорских островах.
- Ален Троттье — бизнесмен и торговец антиквариатом из Монте-Карло.
- Омар Аль-Джаббар — крупный торговец и бизнесмен из Алжира.
- Нур-Аб-Сал — дух древнего лидера атлантов.

## Геймплей
Игровой процесс основан на системе SCUMM, разработанной Ариком Уилмандером, Бредом П. Тейлором и Винсом Ли, и использует режим point-n-click (указания курсором и нажатия на предметы). Игрок исследует неподвижное место действия, вступая в контакт с персонажами и различными предметами, используя компьютерную мышь или клавиатуру для указания действий — «Взять», «Использовать» и «Говорить с».
В определённые моменты игроку даётся возможность использовать различные режимы, в которых присутствуют различные загадки и сцены:
- The Team Path — Индиану Джонс сопровождает персонаж София Хэпгуд, помогающая на протяжении всей игры.
- The Wits Path — содержит большой набор сложных пазлов.
- The Fists Path — в основном, сконцентрирован на экшн-сценах и соответствующим пути развития сюжета.

## Отзывы
Выход игры сопровождался единодушным одобрением. «Game Informer», «Computer Game Review», «Games Magazine» и «Game Players Magazine» назвали её лучшей приключенческой игрой года. Основываясь на шести обзорах, GameRankings оценил игру на 90 %.
Было продано около миллиона экземпляров игры на всех выходивших платформах.
В обзоре в журнале «Dragon Magazine» (номер 193) было написано, что это «одна из игр, которые нужно обязательно приобрести» — игре было присвоено 5 звёзд. В 2008 году журнал «Retro Gamer Magazine» оценил «мастерство повествования» в игре.